# Perizoma egena
Perizoma egena är en fjärilsart som beskrevs av Max Joseph Bastelberger 1911. Perizoma egena ingår i släktet Perizoma och familjen mätare. Inga underarter finns listade i Catalogue of Life.